# Хорга (Бурятія)
Хорга (рос. Хорга) — селище Єравнинського району, Бурятії Росії. Входить до складу Сільського поселення Озерне.
Населення — 127 осіб (2015 рік).